# Bourguignon-sous-Montbavin
Pour les articles homonymes, voir Bourguignon.
Bourguignon-sous-Montbavin est une commune française située dans le département de l'Aisne en région Hauts-de-France.

### Localisation

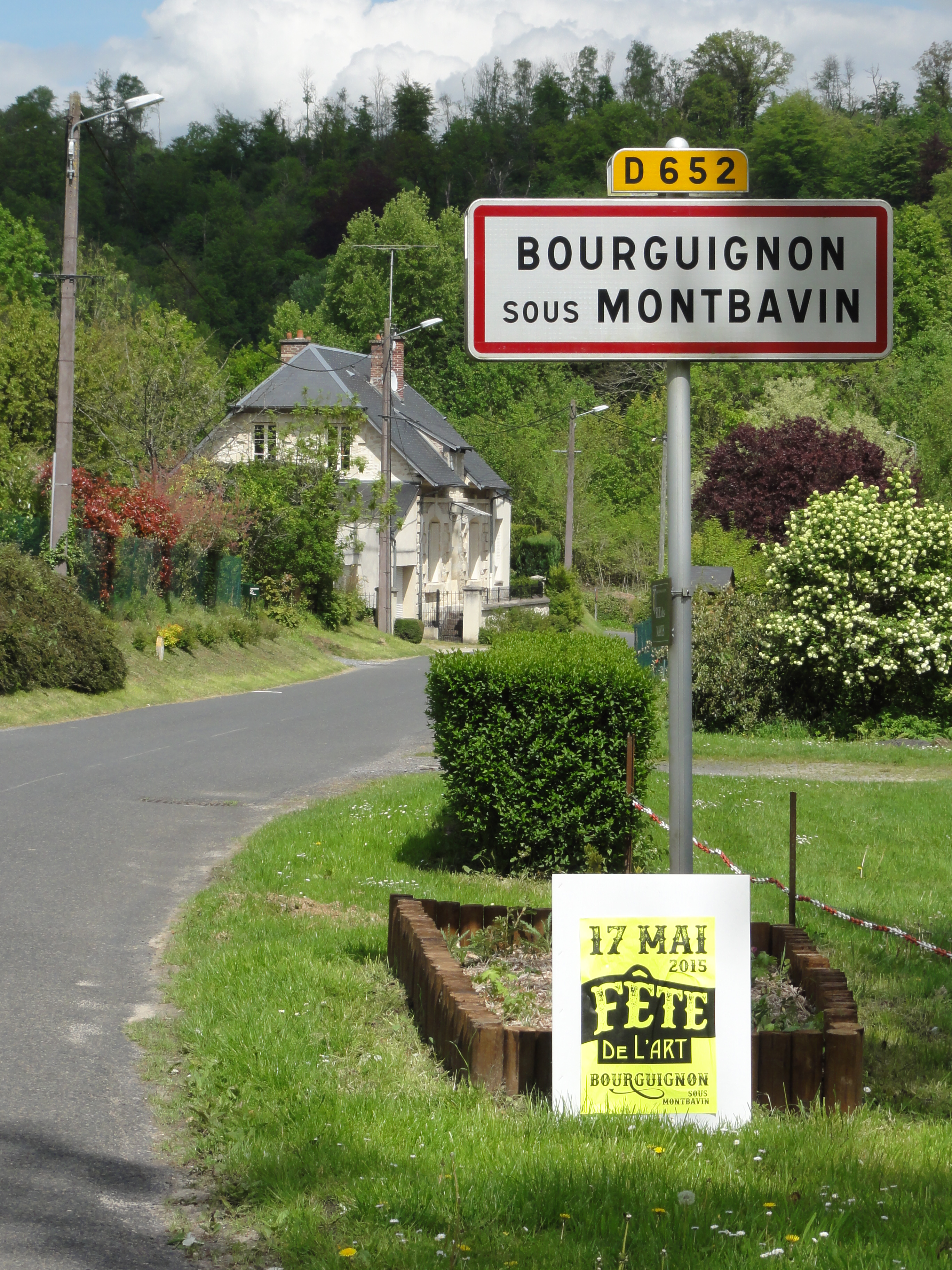
Entrée de
Bourguignon-sous-Montbavin.

## Géographie

### Hydrographie
La commune est située dans le bassin Seine-Normandie. Elle est drainée par le fossé 01 de la commune de Vaucelles-et-Beffecourt,.

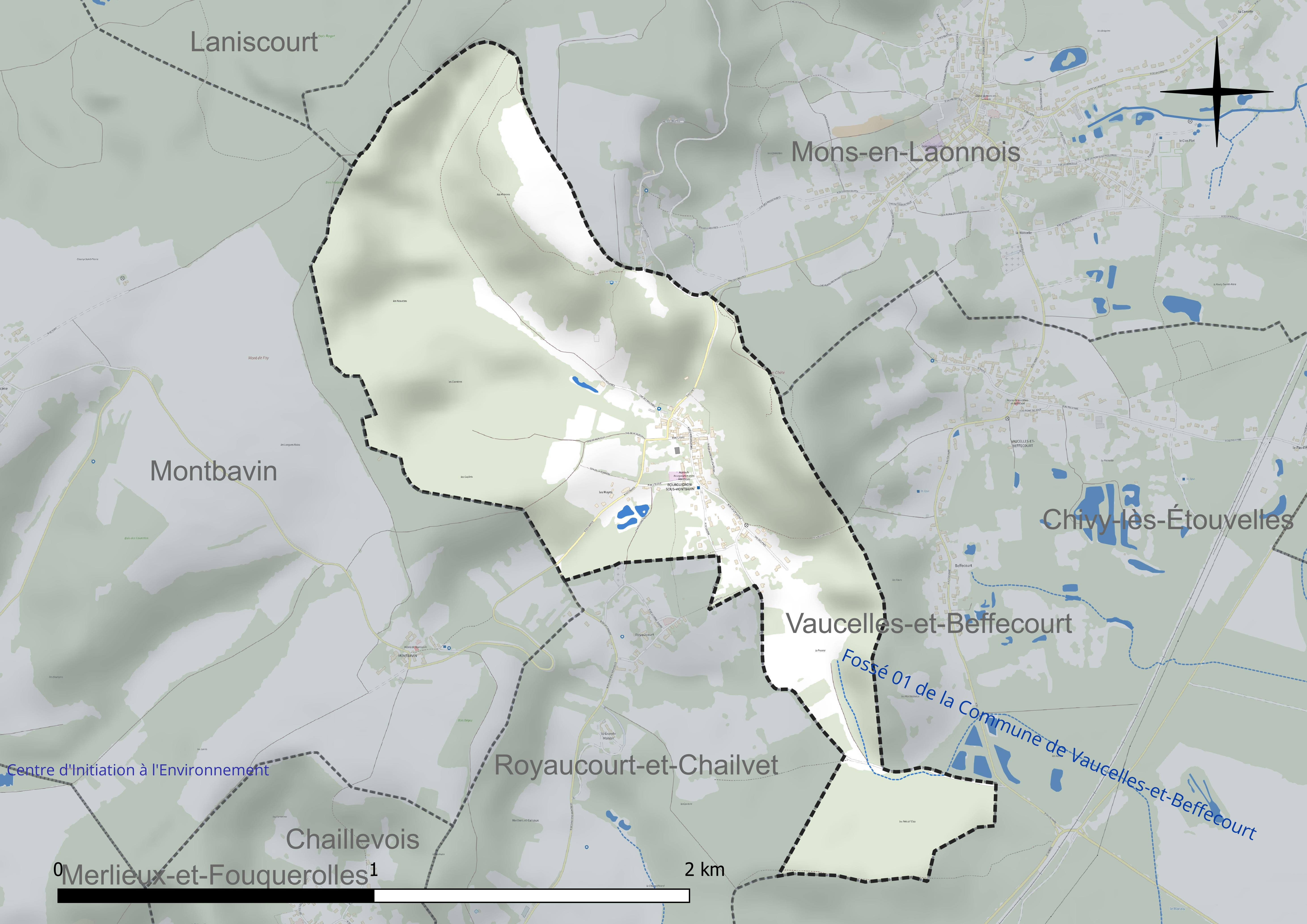
Réseau hydrographique de Bourguignon-sous-Montbavin.

### Climat
Pour des articles plus généraux, voir Climat des Hauts-de-France et Climat de l'Aisne.
En 2010, le climat de la commune est de type climat océanique dégradé des plaines du Centre et du Nord, selon une étude du CNRS s'appuyant sur une série de données couvrant la période 1971-2000. En 2020, Météo-France publie une typologie des climats de la France métropolitaine dans laquelle la commune est exposée à un climat océanique altéré et est dans la région climatique Nord-est du bassin Parisien, caractérisée par un ensoleillement médiocre, une pluviométrie moyenne régulièrement répartie au cours de l'année et un hiver froid (3 °C).
Pour la période 1971-2000, la température annuelle moyenne est de 10,3 °C, avec  une amplitude thermique annuelle de 15,2 °C. Le cumul annuel moyen de précipitations est de 752 mm, avec 12,6 jours de précipitations en janvier et 8,8 jours en juillet. Pour la période 1991-2020 la température moyenne annuelle observée sur la station météorologique la plus proche, située sur la commune d'Aulnois-sous-Laon à 11 km à vol d'oiseau, est de 11,0 °C et le cumul annuel moyen de précipitations est de 685,6 mm,. Pour l'avenir, les paramètres climatiques de la commune estimés pour 2050 selon différents scénarios d'émission de gaz à effet de serre sont consultables sur un site dédié publié par Météo-France en novembre 2022.

## Urbanisme

### Typologie
Au 1er janvier 2024, Bourguignon-sous-Montbavin est catégorisée commune rurale à habitat dispersé, selon la nouvelle grille communale de densité à 7 niveaux définie par l'Insee en 2022.
Elle est située hors unité urbaine. Par ailleurs la commune fait partie de l'aire d'attraction de Laon, dont elle est une commune de la couronne,. Cette aire, qui regroupe 106 communes, est catégorisée dans les aires de 50 000 à moins de 200 000 habitants,.

### Occupation des sols
L'occupation des sols de la commune, telle qu'elle ressort de la base de données européenne d'occupation biophysique des sols Corine Land Cover (CLC), est marquée par l'importance des forêts et milieux semi-naturels (70,5 % en 2018), une proportion identique à celle de 1990 (70,5 %). La répartition détaillée en 2018 est la suivante : 
forêts (70,5 %), prairies (13,2 %), zones urbanisées (11,6 %), terres arables (4,7 %).
L'évolution de l'occupation des sols de la commune et de ses infrastructures peut être observée sur les différentes représentations cartographiques du territoire : la carte de Cassini (XVIIIe siècle), la carte d'état-major (1820-1866) et les cartes ou photos aériennes de l'IGN pour la période actuelle (1950 à aujourd'hui).

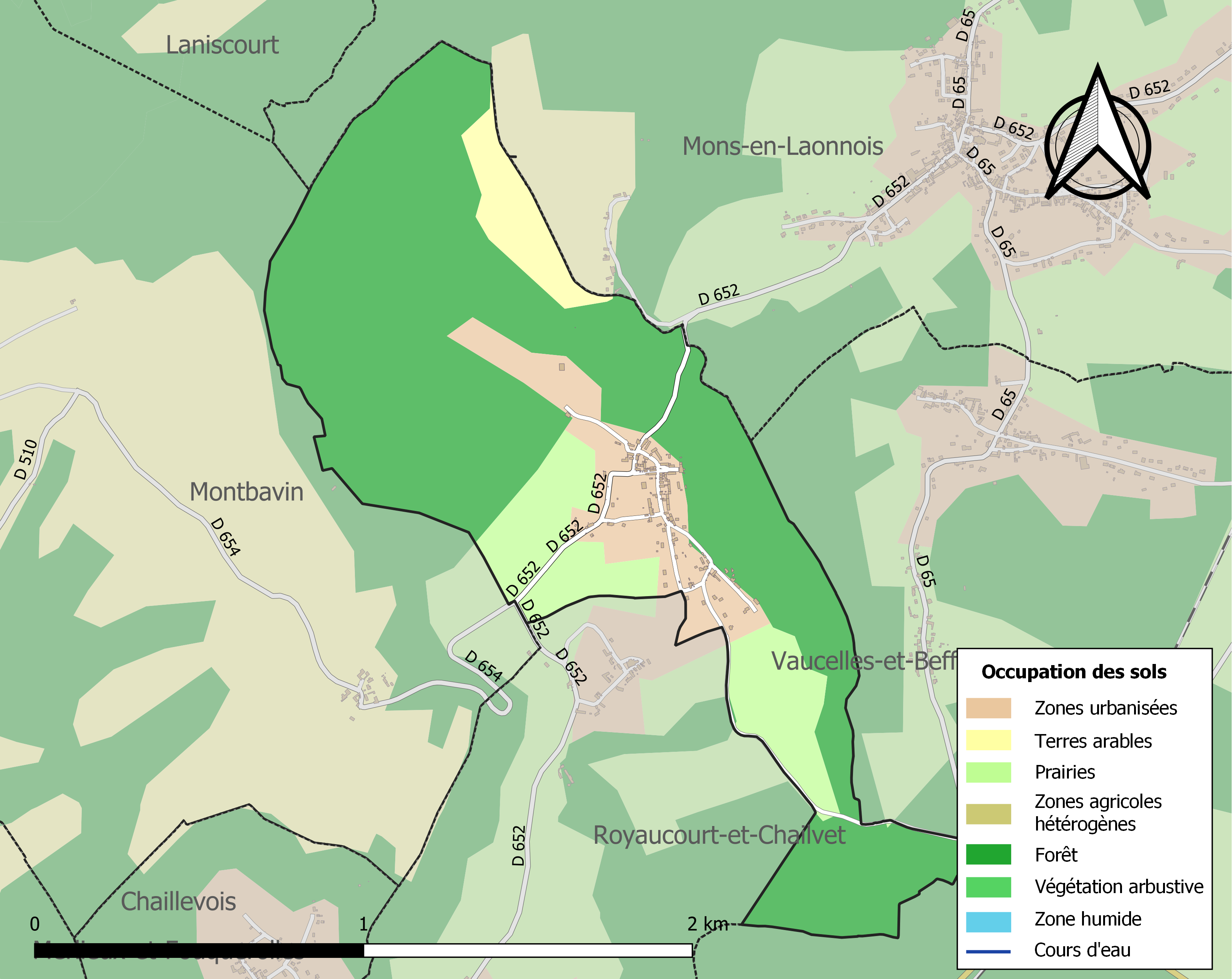
Carte des infrastructures et de l'occupation des sols de la commune en 2018 (CLC).

## Toponymie
Le nom de la localité est attesté sous les formes Furnum de Burgenuns (1123) ; Burguinum (1138) ; Bourghengnon (1152) ; Burguegnuns (1153) ; Bourguinon (1158) ; Territorium de Burgegnuns (1187) ; Burguinon (1180) ; Borgegnon, Borgenon, Borguegnon (1206) ; Bourgenon (1206) ; In territorio de Bourguignons (1279) ; Bourguynon (1518) ; Bourguignion (1576).

Son nom vient des Burgondes, peuple germanique contemporain des Francs.
Bourguignon est à l'est de Montbavin.

## Politique et administration

### Découpage territorial
La commune de Bourguignon-sous-Montbavin est membre de la communauté de communes Picardie des Châteaux, un établissement public de coopération intercommunale (EPCI) à fiscalité propre créé le 1er janvier 2017 dont le siège est à Pinon. Ce dernier est par ailleurs membre d'autres groupements intercommunaux.
Sur le plan administratif, elle est rattachée à l'arrondissement de Laon, au département de l'Aisne et à la région Hauts-de-France. Sur le plan électoral, elle dépend du  canton de Laon-1 pour l'élection des conseillers départementaux, depuis le redécoupage cantonal de 2014 entré en vigueur en 2015, et de la première circonscription de l'Aisne  pour les élections législatives, depuis le dernier découpage électoral de 2010.

### Administration municipale
| Période                                  | Période                       | Identité                | Étiquette | Qualité                                                     |
| ---------------------------------------- | ----------------------------- | ----------------------- | --------- | ----------------------------------------------------------- |
| Les données manquantes sont à compléter. |                               |                         |           |                                                             |
| vers 1833                                | ?                             | Michel, Baron de Tugny  |           | Conseiller général, président du tribunal civil de Soissons |
|                                          | 1878                          | Daudigny                |           |                                                             |
| 1879                                     |                               | Du Gay                  |           |                                                             |
| avant 1988                               | mars 2008                     | François Demetz         | PS        | Avocat                                                      |
| mars 2008                                | juillet 2020                  | Gérard Feutry           | SE        | Retraité de l'enseignement Réélu pour le mandat 2014-2020   |
| juillet 2020                             | octobre 2021 (Démission)      | Annick Willer           | SE        |                                                             |
| octobre 2021                             | décembre 2021                 | Délégation spéciale     |           |                                                             |
| décembre 2021                            | En cours (au 14 juillet 2022) | Éric Bonamour du Tartre |           | Contremaître, agent de maîtrise                             |

## Démographie
L'évolution du nombre d'habitants est connue à travers les recensements de la population effectués dans la commune depuis 1793. Pour les communes de moins de 10 000 habitants, une enquête de recensement portant sur toute la population est réalisée tous les cinq ans, les populations de référence des années intermédiaires étant quant à elles estimées par interpolation ou extrapolation. Pour la commune, le premier recensement exhaustif entrant dans le cadre du nouveau dispositif a été réalisé en 2007.

En 2022, la commune comptait 146 habitants, en évolution de −5,81 % par rapport à 2016 (Aisne : −1,97 %, France hors Mayotte : +2,11 %).
| 1793 | 1800 | 1806 | 1821 | 1831 | 1836 | 1841 | 1846 | 1851 |
| ---- | ---- | ---- | ---- | ---- | ---- | ---- | ---- | ---- |
| 193  | 211  | 204  | 189  | 215  | 224  | 212  | 233  | 193  |

| 1856 | 1861 | 1866 | 1872 | 1876 | 1881 | 1886 | 1891 | 1896 |
| ---- | ---- | ---- | ---- | ---- | ---- | ---- | ---- | ---- |
| 178  | 166  | 167  | 162  | 156  | 188  | 158  | 150  | 136  |

| 1901 | 1906 | 1911 | 1921 | 1926 | 1931 | 1936 | 1946 | 1954 |
| ---- | ---- | ---- | ---- | ---- | ---- | ---- | ---- | ---- |
| 145  | 115  | 100  | 80   | 118  | 104  | 107  | 125  | 120  |

| 1962 | 1968 | 1975 | 1982 | 1990 | 1999 | 2006 | 2007 | 2012 |
| ---- | ---- | ---- | ---- | ---- | ---- | ---- | ---- | ---- |
| 105  | 108  | 110  | 141  | 147  | 121  | 128  | 129  | 147  |

| 2017 | 2022 | - | - | - | - | - | - | - |
| ---- | ---- | - | - | - | - | - | - | - |
| 158  | 146  | - | - | - | - | - | - | - |

## Culture locale et patrimoine

### Lieux et monuments
- Église intercommunale de Saint-Julien-et-Saint-Jean Baptiste.
- Chapelle Sainte-Madeleine de Bourguignon-sous-Montbavin.
- Plaque monument aux morts sur la mairie.
- Le vendangeoir des frères Le Nain est inscrit au titre des Monuments historiques depuis 2003.
- Un château de la première moitié du XIXe siècle est  inscrit au titre des Monuments historiques depuis 2004.
- Vendangeoirs Hédouville et Cuzey sont inscrits au titre des Monuments historiques depuis 1996.
- Lavoir.

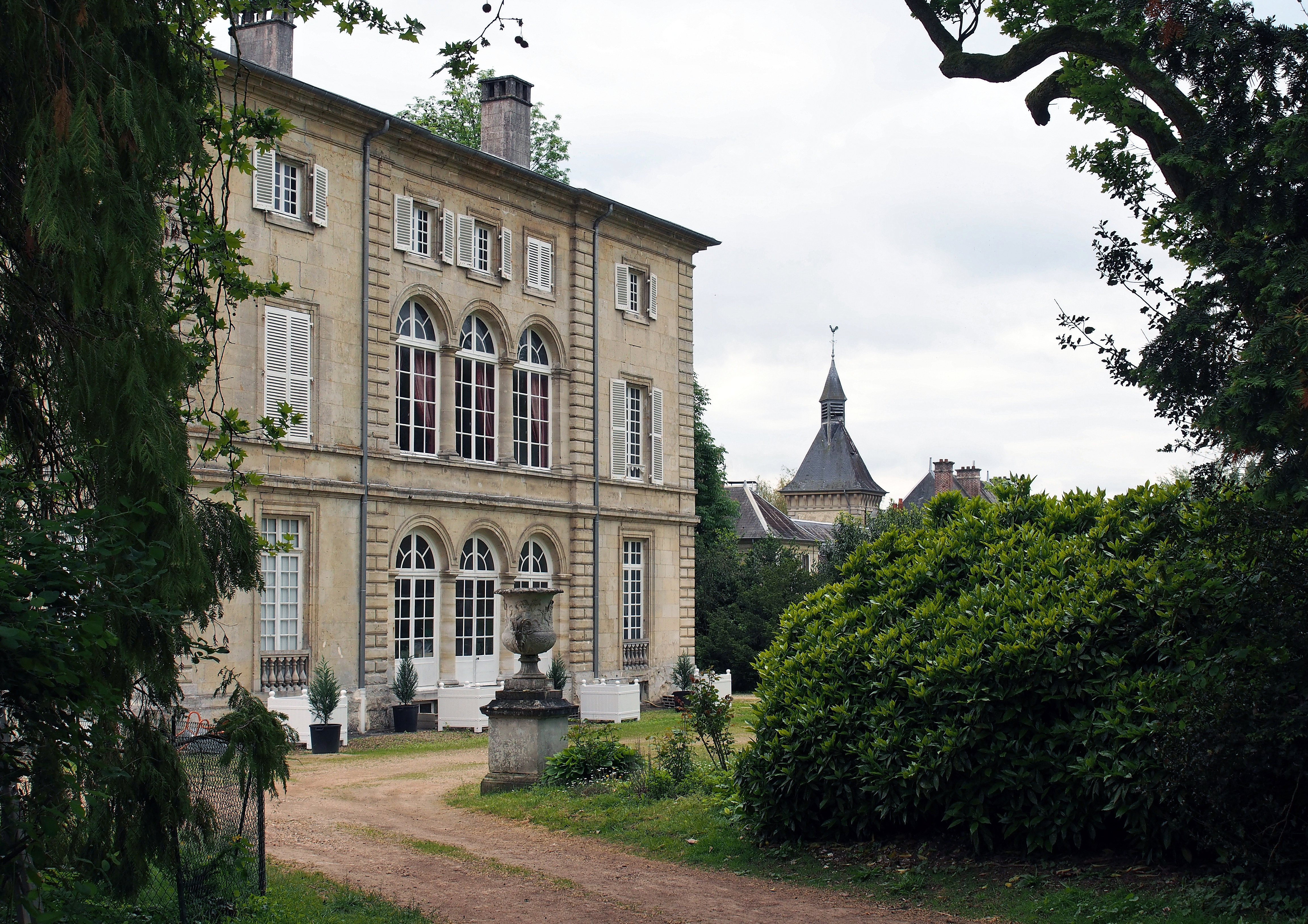
Château de Bourguignon-sous-Montbavin.
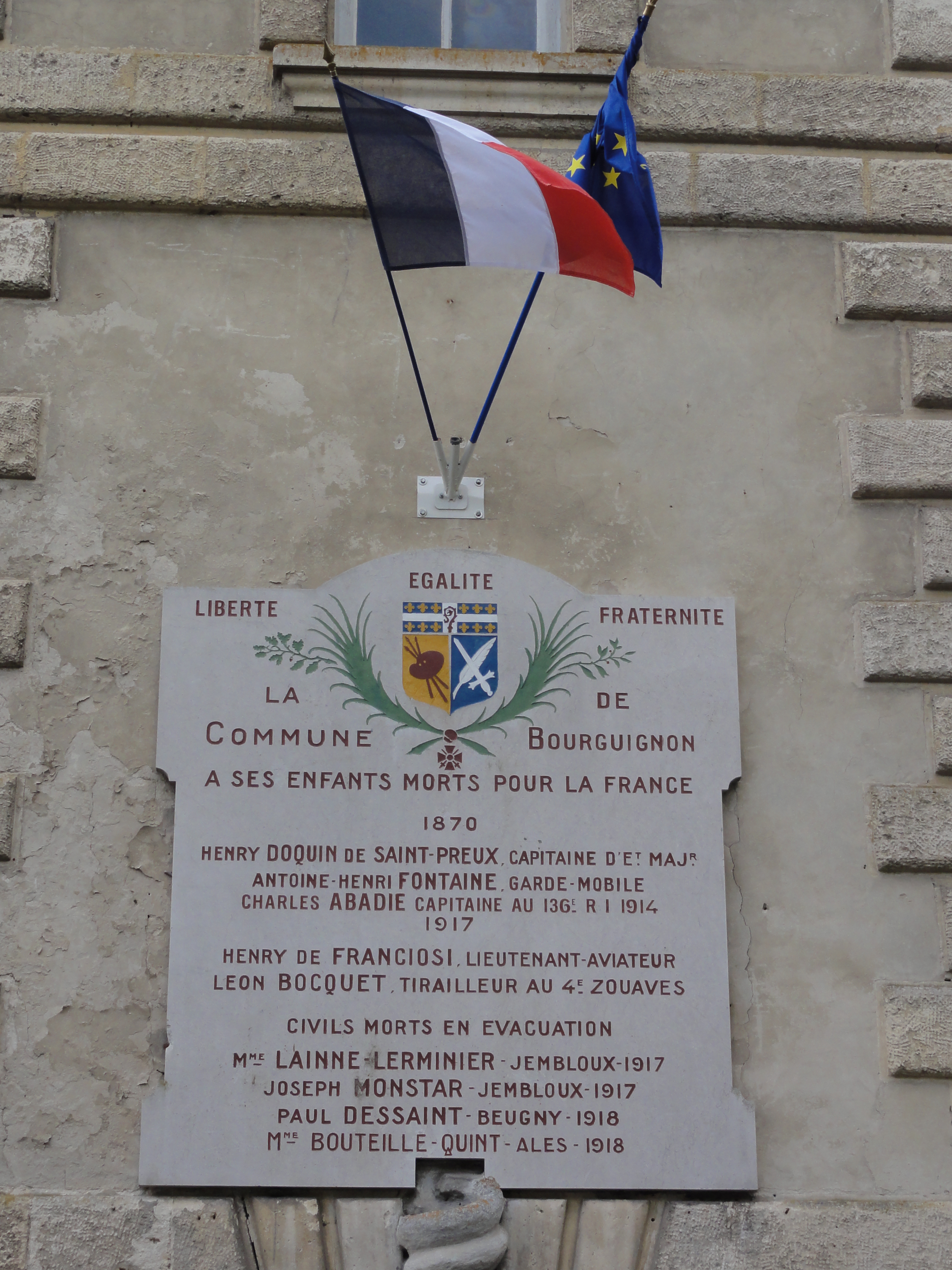
Plaque monument aux morts sur la mairie.
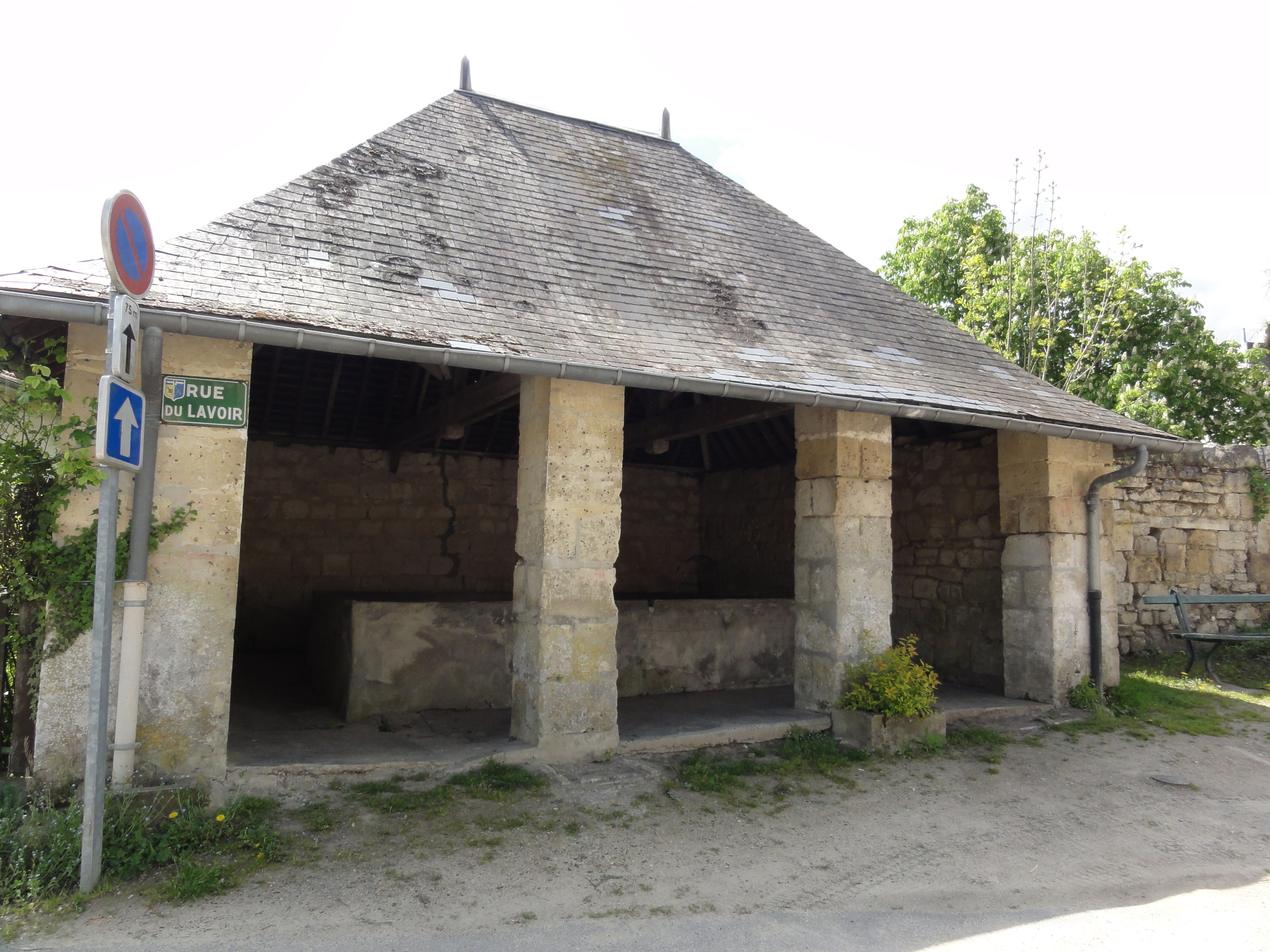
Lavoir.
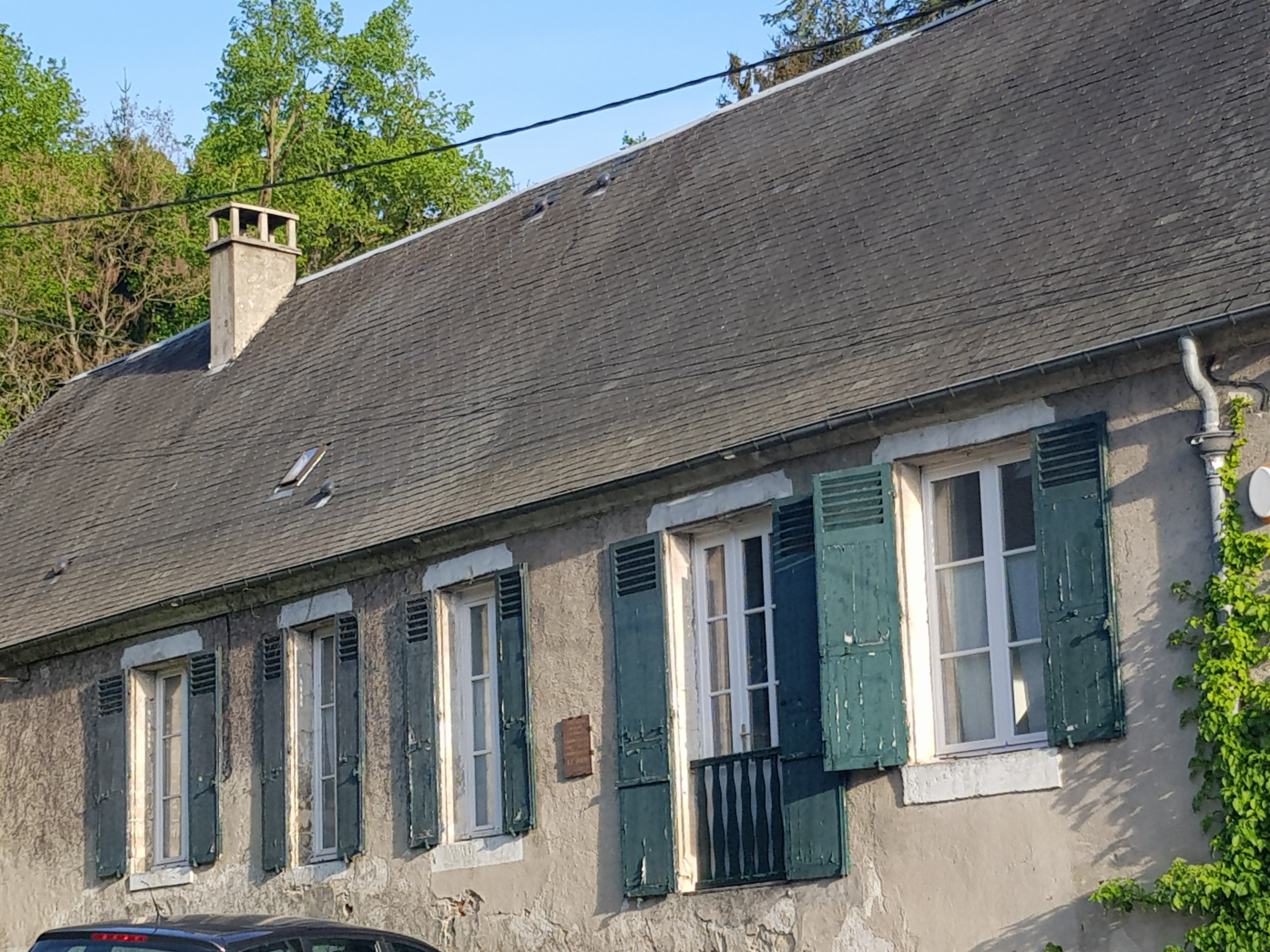
Vendangeoir des frères Le Nain.
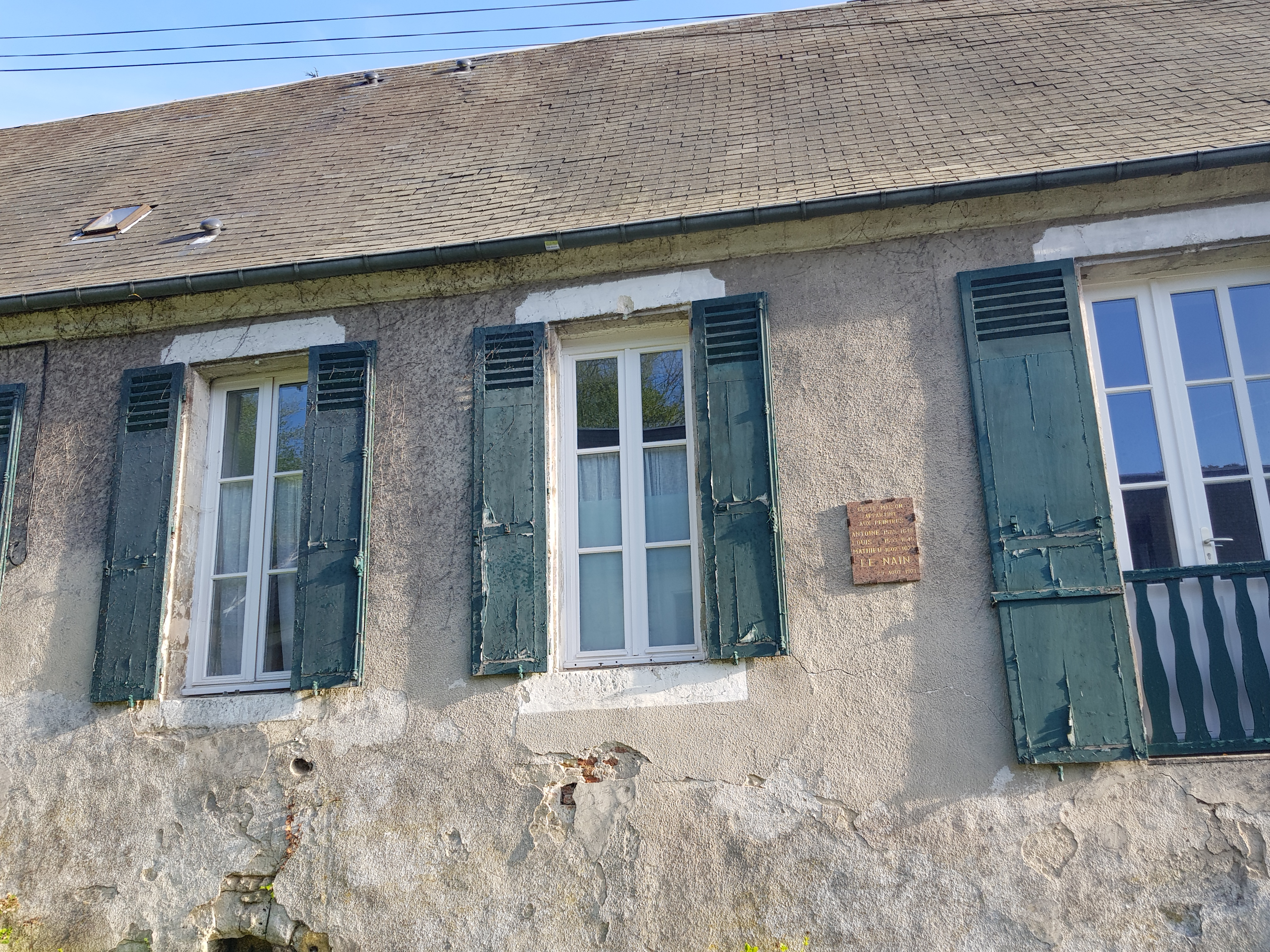
Plaque commémorative des frères Le Nain.

### Personnalités liées à la commune
- Les frères Le Nain (Antoine, Louis et Mathieu), peintres, sont nés à Bourguignon-sous-Montbavin.
- Nicolas François Thérèse Gondallier de Tugny (1770-1839), général des armées de la République et de l'Empire.

### Héraldique
| Blason de Bourguignon-sous-Montbavin | Blason  | Parti d'or à une palette de peintre au naturel posée en barre et traversée de trois pinceaux du même en bande, les pointes respectivement d'azur, de sinople et de gueules ; et d'azur à une plume et une épée passées en sautoir, le tout d'argent ; au chef d'azur semé de fleurs de lis d'or à une croix d'argent brochant, surchargée d'une crosse de gueules. Ornements extérieursCroix de guerre 1914-1918 |
| Blason de Bourguignon-sous-Montbavin | Détails | Le statut officiel du blason reste à déterminer. |

## Pour approfondir